# Tharaux
Tharaux ist eine Gemeinde im französischen Département Gard in der Region Okzitanien. Sie gehört zum Kanton Rousson im Arrondissement Alès. Nachbargemeinden sind Saint-Jean-de-Maruéjols-et-Avéjan im Nordwesten, Saint-Privat-de-Champclos im Nordosten, Méjannes-le-Clap im Südosten und Rochegude im Südwesten.
Nördlich des Dorfkerns fließt die Cèze. In Tharaux gibt es sogenannte Grotten bei Arles, nicht zu verwechseln mit den gleichnamigen Grotten in der Umgebung.

## Bevölkerungsentwicklung
| Jahr      | 1962 | 1968 | 1975 | 1982 | 1990 | 1999 | 2008 | 2014 |
| --------- | ---- | ---- | ---- | ---- | ---- | ---- | ---- | ---- |
| Einwohner | 31   | 32   | 20   | 39   | 50   | 55   | 66   | 55   |